# Phare du Toulinguet
Le phare du Toulinguet se situe à l'extrémité de la presqu'île de Crozon sur la commune de Camaret-sur-Mer en Bretagne.
C'est une maison-phare qui a été bâtie sur la pointe du Toulinguet en 1848 et a été mise en service en juillet 1849,.
Il se trouve sur un terrain militaire, une tour construite en 1812 ainsi qu'un rempart en restreignent l'accès. Un sémaphore de deuxième catégorie de la Marine nationale est installé dans l'enceinte, non loin du phare qui n'est donc pas accessible au public.

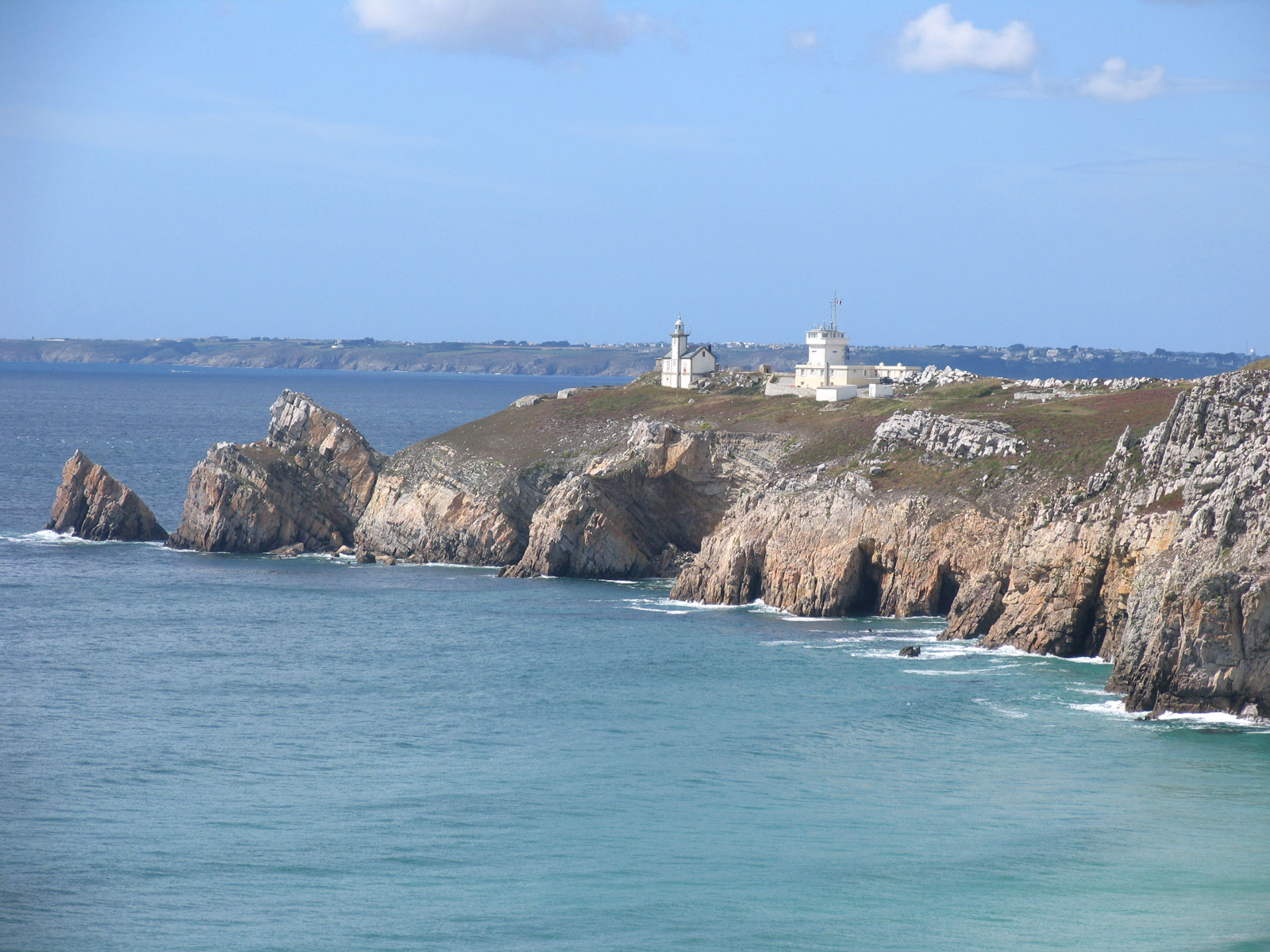
Phare et sémaphore du Toulinguet